# Jones Brewing Company
Die Jones Brewing Company war eine US-amerikanische Brauerei in Smithton, die 1907 ihren Betrieb aufnahm und 2002 geschlossen wurde.

## Geschichte
Die Ursprünge der Jones Brewing Company sind nach der Quellenlage nicht vollständig geklärt. Zwei Versionen existieren:
- Firmengründer William „Stoney“ Jones habe die Paul Reinhart Brewery in Sutersville beim Kartenspiel gewonnen und diese 1907 nach Smithton verlegt.
- Da Jones auch als Hotelier und Gastronom tätig war und 1905 den Vertrag mit seinem Bierlieferanten aufkündigte, soll er 1907 seine eigene Brauerei gegründet haben.

In ihrer Anfangszeit hieß die Brauerei noch Eureka Brewery (auch Eureka Brewing Company). Ob sich der Name vom nahegelegenen Bergwerksort Eureka oder vom glücklichen Ausruf des Firmengründers über den Kauf dreier artesischer Brunnen ableitete, ist nicht geklärt.
Als Braumeister stellte Jones den deutschen Immigranten Fritz Schuller ein. Die Brauerei produzierte „Eureka Gold Brown Beer“, welches von Kunden bald vereinfacht „Stoney’s“ genannt wurde. Jones wollte, dass sein Bier als typisches Arbeiterprodukt („blue collar workers“) bekannt wurde. Um es zu vermarkten, agierte die Brauerei als Sponsor eines Baseballteams, dem „Stoney Jones Baseball Team“, das durch den Sieg über die Homestead Grays, einem Meister der Negro National League, Bekanntschaft erlangte. 
Kurz vor Beginn der Prohibition erreichte die Brauerei einen Jahresausstoß von 25.000 Barrel. Sie wurde zur Puraqua Products and Ice Company umfirmiert und produzierte bis zum Ende der Prohibition Eis und alkoholreduziertes Leichtbier (eng. „near beer“). Nach Ende der Prohibition wurde der reguläre Braubetrieb unter dem neuen Firmennamen Jones Brewing Company wieder aufgenommen. Das Produktflaggschiff war „Stoney’s Pilsener Beer“.
Als Firmengründer Jones im Jahr 1936 verstarb, übernahmen seine Söhne William Jr., Paul, Hugh und David die Leitung der Brauerei.
1950 produzierte die Brauerei eine jährliche Menge von 60.000 Barrel. Sie war der einzige industrielle Arbeitgeber in Smithton. Stoney-Bier wurde in Pennsylvania und West Virginia vertrieben. 1956 wurde die „Esquire“-Marke eingeführt.
Bis in die 1980er-Jahre wuchs die Brauerei langsam, aber stetig. 1972 lag man bei einem Jahresausstoß von 80.000 Barrel, durch Investitionen in Höhe von 400.000 US-Dollar während der 1970er-Jahre erreichte man den Produktionshöhepunkt von 130.000 Barrel im Jahr 1982.
Nach dem Tod des Präsidenten William Jones Jr. im Jahr 1965 übernahm dessen Sohn William Jones III die Leitung der Brauerei bis zum Jahr 1986. Zwei Jahre später endete die Ära der Jones-Familie, als die JBC Holding Company die Brauerei akquirierte. Über die kommenden zehn Jahre nahm der Jahresausstoß immer weiter ab, bis er im Jahr 1998 bereits unter 50.000 Barrel lag.
Anlagenausfall und steigender Wettbewerbsdruck führten schließlich dazu, dass die Jones Brewing Company im Jahr 2002 geschlossen wurde. Die Pittsburgh Brewing Company erstand die Marken. Stoney-Bier wird mittlerweile von der City Brewing Company hergestellt.
Die Gebäude der Brauerei wurden nicht abgerissen.